# 秃梗槭
秃梗槭（学名：Acer leiopodum）为无患子科槭属的植物，为中国的特有植物。分布在中国大陆的陕西等地，生长于海拔1,500米至1,700米的地区，多生于疏林中，目前已由人工引种栽培。